# Bowie (Texas)
Bowie és una població dels Estats Units a l'estat de Texas. Segons el cens del 2000 tenia 5.219 habitants.

## Demografia
Segons el cens del 2000, Bowie tenia 5.219 habitants, 2.106 habitatges, i 1.392 famílies. La densitat de població era de 531,7 habitants/km².
Dels 2.106 habitatges en un 30,2% hi vivien nens de menys de 18 anys, en un 51,5% hi vivien parelles casades, en un 10,6% dones solteres, i en un 33,9% no eren unitats familiars. En el 31,2% dels habitatges hi vivien persones soles el 18,1% de les quals corresponia a persones de 65 anys o més que vivien soles. El nombre mitjà de persones vivint en cada habitatge era de 2,38 i el nombre mitjà de persones que vivien en cada família era de 2,98.
Per edats la població es repartia de la següent manera: un 25% tenia menys de 18 anys, un 7,8% entre 18 i 24, un 24,1% entre 25 i 44, un 20,5% de 45 a 60 i un 22,6% 65 anys o més.
L'edat mediana era de 40 anys. Per cada 100 dones de 18 o més anys hi havia 79,3 homes.
La renda mediana per habitatge era de 29.452 $ i la renda mediana per família de 37.116 $. Els homes tenien una renda mediana de 30.870 $ mentre que les dones 19.506 $. La renda per capita de la població era de 14.950 $. Aproximadament l'11,6% de les famílies i el 14,4% de la població estaven per davall del llindar de pobresa.

## Poblacions més properes
El següent diagrama mostra les poblacions més properes.